# Vatnajökull
Vatnajökull ( PRONÚNCIA) é a maior geleira (pt: glaciar) da Islândia e a 2.a maior da Europa.
Está situada no sudeste da ilha – nas Terras Altas da Islândia - cobrindo mais de 8% do país.

Com os seus 8 300 km², é a segunda maior calota de gelo da Europa em termos de área e a maior em termos de volume.
A espessura do gelo é em média 420 m e pode atingir os 1000 m.
A maior montanha da Islândia, Hvannadalshnjúkur (2109 m), encontra-se na periferia sul de Vatnajökull, perto do Parque Nacional Skaftafell.

Uma dúzia de línguas glaciares descem do próprio glaciar até ao mar.                                  
Por baixo do glaciar - assim como por baixo de muitos dos glaciares da Islândia - existem vulcões, com destaque para o Bárðarbunga (o maior), o Grímsvötn (o mais ativo) e o Öræfajökull (o topo mais elevado).                                                                                                                                             Os lagos formados pelas erupções vulcânicas - como por exemplo o Grímsvötn, podem causar cheias repentinas (jökulhlaup) – como aconteceu em 1996. 
O Vatnajökull tem vindo a diminuir de tamanho há já alguns anos, possivelmente devido a alterações climáticas e actividade vulcânica recente.

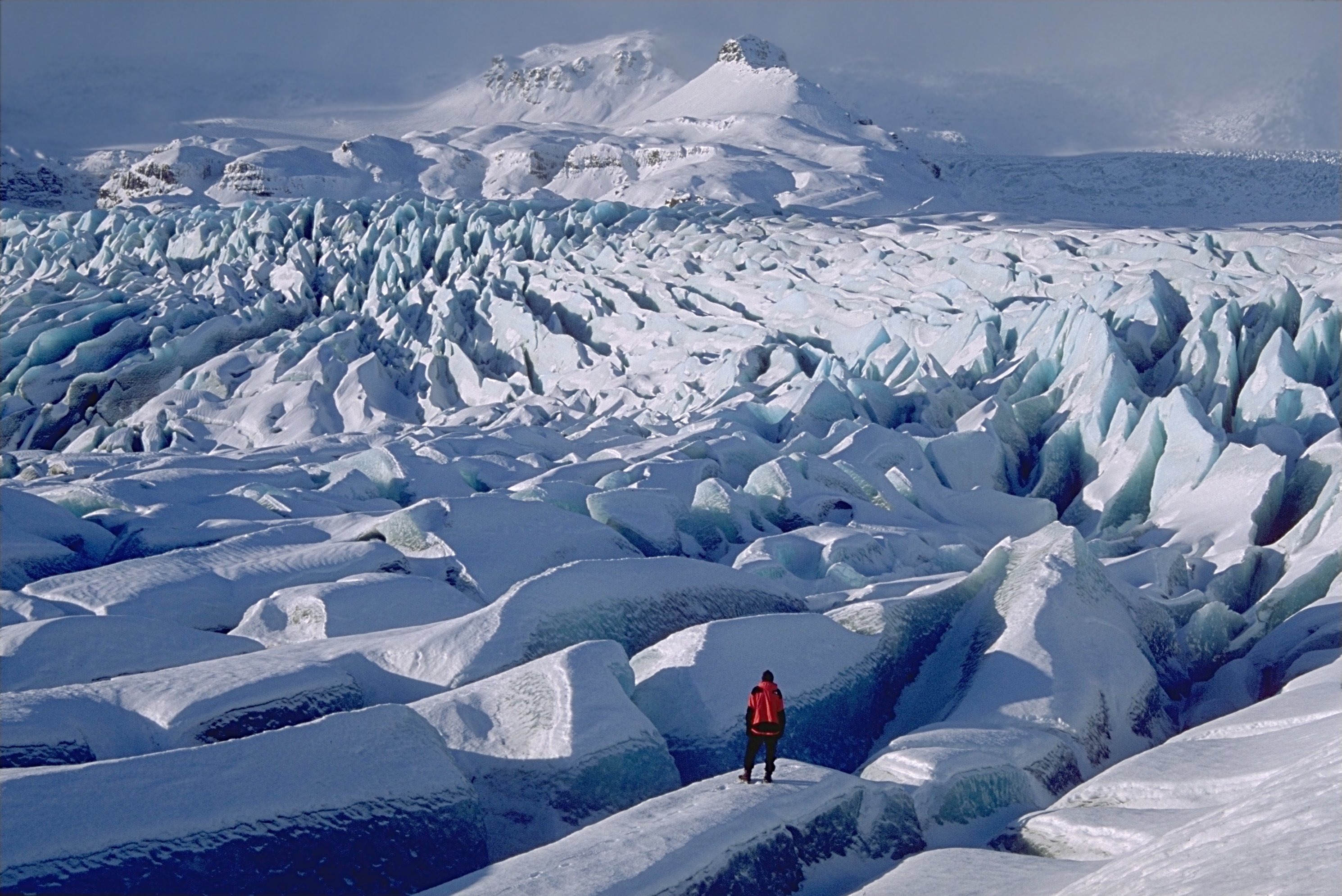
Vista do glaciar
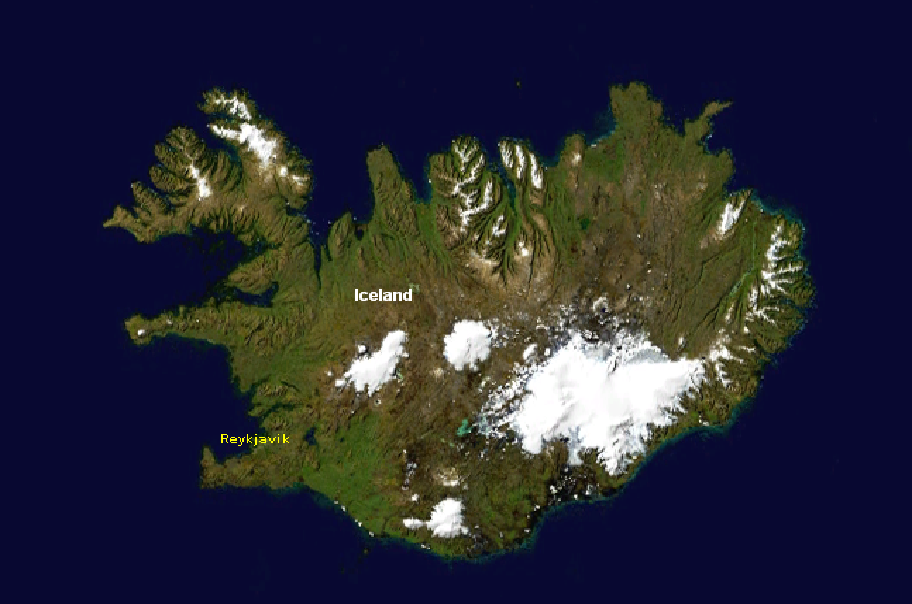
Vista espacial mostrando a grande dimensão do Vatnajökull
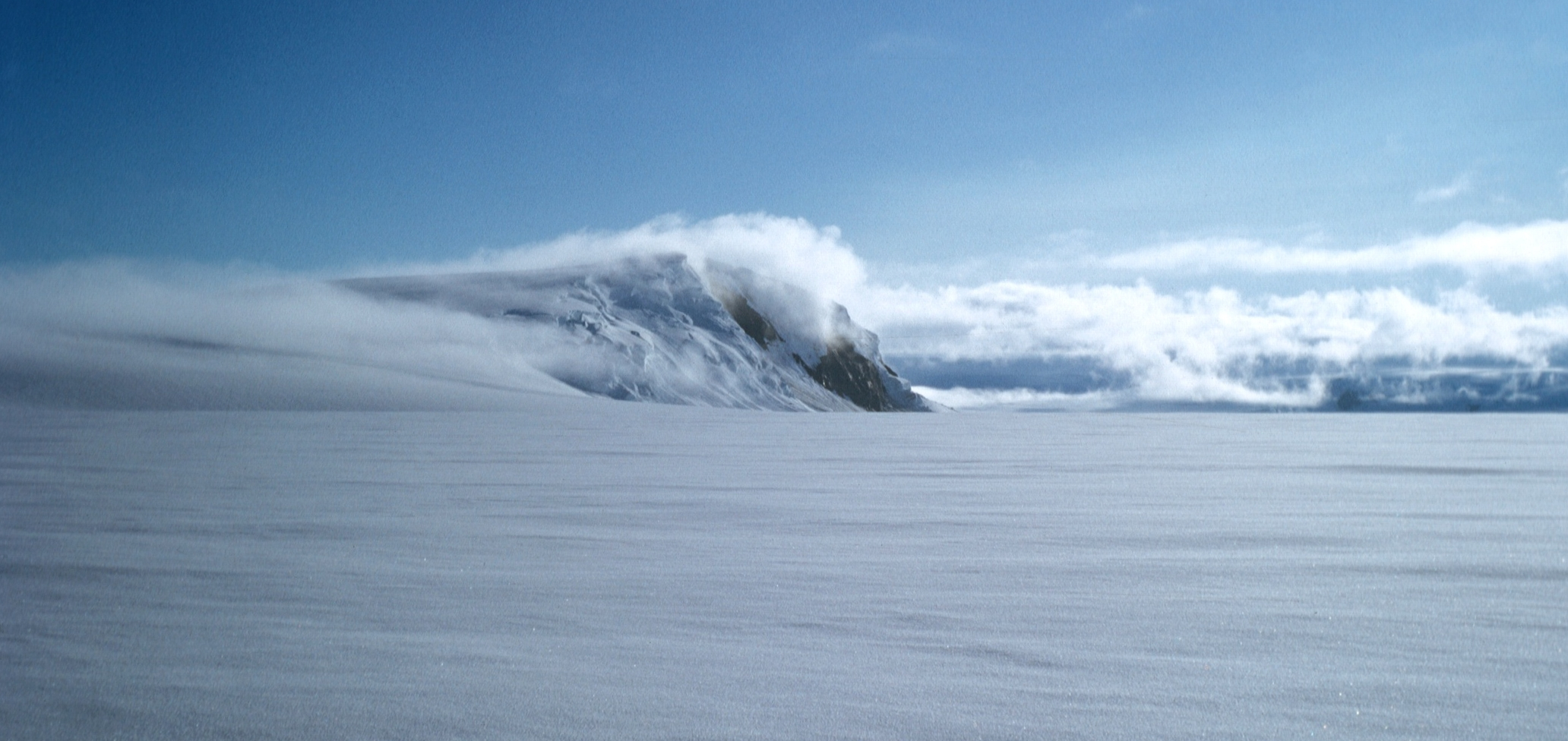
O topo do vulcão Grímsvötn
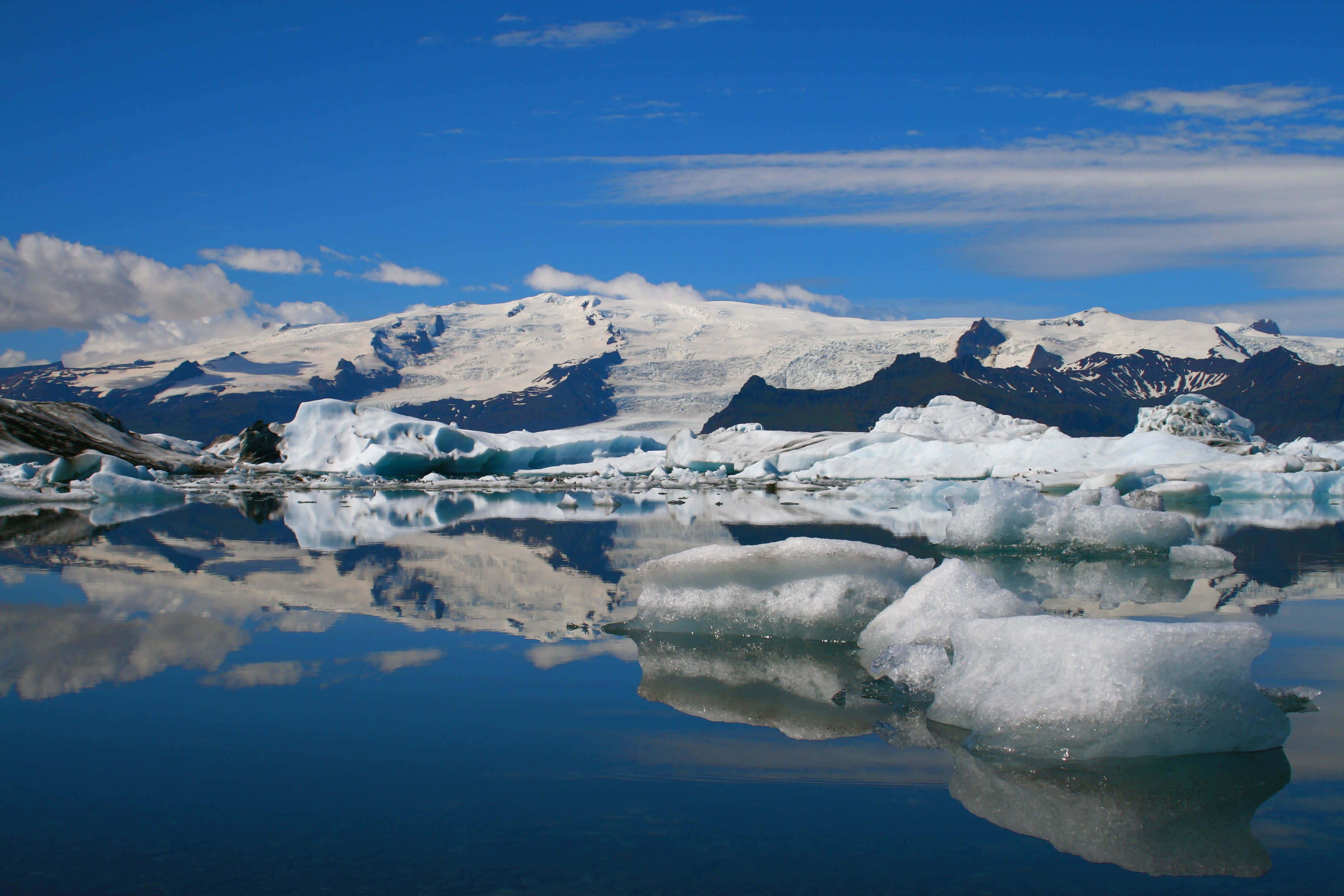
O lago glacial Jökulsárlón